# Звонимир Ђукић Ђуле
Звонимир Ђукић Ђуле (Врњачка Бања, 9. јул 1963), познат и као Ђуле Ван Гог, српски је музичар. Најпознатији је као оснивач, гитариста и вокал групе Van Gogh. Пре оснивања Ван Гога био је у саставима Хаос и Апартман 69. Током паузе крајем осамдесетих коју је направио Ван Гог, свирао је један кратак период са групом ЕКВ, a учествовао је и у стварању легендарног ЕКВ-овог албума Пар година за нас. Аутор је хитова Мама, Списак разлога, Анђеле мој брате, Коло (Лудо луда), Брод од папира итд. Добитник је више признања (са групом). Сматра се једним од најпопуларнијих рок музичара у Србији.

## Приватни живот
Звонимиров рођени брат Љубомир је клавијатуриста и један од оснивача бенда Електрични оргазам.
Године 1994. оженио се својом дугогодишњом девојком Јулијом, са којом је 1998. године добио сина Симона.